# Сельское поселение «Деревня Рыляки»
Сельское поселение «Деревня Рыляки» — муниципальное образование в составе Юхновского района Калужской области России.
Центр — деревня Рыляки.

## Население
| 2010 | 2012 | 2013 | 2014 | 2015 | 2016 | 2017 |
| ---- | ---- | ---- | ---- | ---- | ---- | ---- |
| 654  | ↘629 | ↘599 | ↘583 | ↘574 | ↘572 | ↗574 |
| 2018 | 2019 | 2020 | 2021 |      |      |      |
| ↘566 | ↘552 | ↘523 | ↗640 |      |      |      |

## Состав
В поселение входят 14 населённых мест:
- деревня Рыляки
- деревня Бардино
- деревня Войтово
- деревня Городец
- деревня Гороховка
- село Заресский
- деревня Карпово
- деревня Касимовка
- деревня Лабеки
- деревня Марьино
- деревня Можено
- деревня Мочалово
- деревня Ситское
- деревня Труфаново